# Sinovitis vellonodular pigmentada
La sinovitis vellonodular pigmentada es una neoplasia benigna de la sinovial que se origina en articulaciones, bolsas sinoviales o vainas tendineas, que se caracteriza por la proliferación en la membrana sinovial de células gigantes e histiocitos, con depósito difuso de hemosiderina.

## Historia
La sinovitis vellonodular pigmentada fue descrita por Chaissignac en 1852 en su forma de tenosinovitis, en un tendón flexor de la mano. en 1864 se describió por primera vez la forma localizada en la rodilla, que es la más frecuente. Existen dos variantes clínicas: la forma difusa y la forma localizada.

## Localización
Intraarticular: Entre 75 y 80% de los casos se localizan en las articulaciones de la rodilla, seguidos de la cadera, tobillo, codo y hombro.
Extraarticular: Están localizados en las partes blandas periarticulares pero son estrictamente intramusculares o subcutáneas, pudiendo crecer en grandes proporciones.

## Diagnóstico
La sinovitis vellonodular pigmentada suele aparecer en adultos jóvenes en forma de derrame articular recidivante, progresando lentamente hasta monoartritis crónica. La exploración física no muestra datos de patología ósea o de rodilla inestable y los estudios con radiografía convencional no aportan datos relevantes. El diagnóstico se realiza habitualmente mediante resonancia magnética, pudiendo ser confirmado más tarde mediante biopsia.

## Tratamiento
El tratamiento de elección es la cirugía, ya sea artroscópica o abierta, mediante sinovectomía total. En los casos en los que la sinovectomía no se pueda realizar de forma completa se puede asociar radioterapia para mejorar los resultados de tratamiento.